# Завражье (Красносельский район)
Завражье — деревня в Красносельском районе Костромской области. Входит в состав Боровиковского сельского поселения.

## География
Находится в юго-западной части Костромской области на расстоянии приблизительно 14 км на север-северо-запад по прямой от районного центра поселка Красное-на-Волге недалеко от правого берега реки Покша.

## История
В 1872 году здесь было учтено 4 двора, в 1907 году отмечено было 8 дворов.

## Население
Постоянное население составляло 18 человек (1872 год), 44 (1897), 53 (1907), 5 в 2002 году (русские 100 %), 5 в 2022.